# Souschef
Een souschef (of sous-chef, Frans voor onder chef) is een algemene benaming voor een plaatsvervangend chef of de eerste assistent manager. 
De term wordt vooral gebruikt in het werkveld van gastronomie. Het is daar de assistent van de chef-kok van een professionele keukenafdeling. Conform het rangensysteem geeft hij leiding aan de keukenbrigade en vervangt hij de chef-kok bij afwezigheid. De keuken is, mede door de visie van Auguste Escoffier, onderverdeeld in verschillende afdelingen. Hiernaast een organisatieschema van een keuken.